# Institut de Química Aplicada
El 1916 es va posar en marxa l'Escola de Directors d'Indústries Químiques, gràcies a l'empenta del doctor Josep Agell, que fou capaç de trobar el recursos econòmics i el suport tant del Patronat de l'Escola Industrial com de la Diputació de Barcelona. L'any següent, l'escola va prendre el nom més ampli d'Institut de Química Aplicada.
L'Institut de Química Aplicada fou un ensenyament tecnicoindustrial de la Mancomunitat de Catalunya. Feia formació per a les persones que s'haurien d'encarregar de la implantació i desplegament de les noves indústries químiques a Catalunya i, també, del desenvolupament de les que ja existeixen. El 10 de gener de 1915 se n'inauguren les classes i, setmanalment, es feien conferències relacionades amb temes de l'àmbit educatiu.
El 1921, com a reconeixement de la seva tasca pedagògica i educativa, l'Institut va ocupar els locals del desaparegut Museu Social a l'Escola Industrial, rebent un suport econòmic més decidit de la Mancomunitat. Amb el cop d'estat de Primo de Rivera, el doctor Agell va ser destituït i l'escola fou reconvertida durant el directori militar en una secció de formació tècnica de l'Escola Industrial. Al costat de les circumstàncies polítiques, també contribuïren a agreujar la seva decadència les econòmiques generals. Finalitzada la guerra europea, la crisi va colpejar Espanya, particularment Catalunya, que s'havia beneficiat enormement de la neutralitat durant aquells anys amb la creació de noves indústries.